# Meirokusha

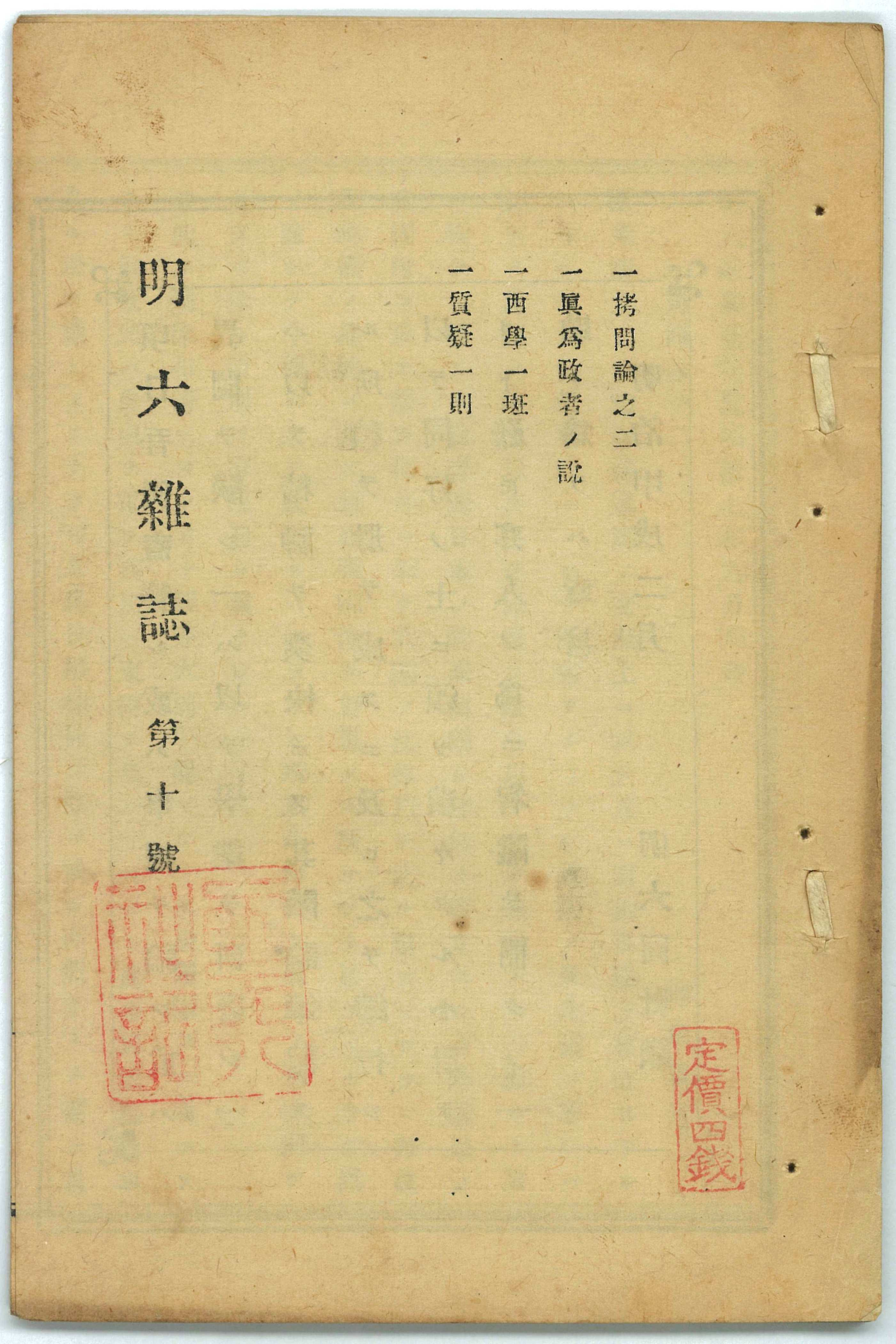
Meiroku Zasshi, 10. Heft 1874

Die Meirokusha (japanisch 明六社, dt. „Gesellschaft des Jahres Meiji 6“) war eine intellektuelle Gesellschaft der Meiji-Zeit in Japan.

## Übersicht
Die Meirokusha wurde vom Staatsmann Mori Arinori 1873 (6 Jahre nach der Meiji-Restauration) vorgeschlagen und am 1. Februar 1874 offiziell gegründet. Sie zielte darauf ab, „Zivilisation“ (文明, bummei) und Aufklärung (啓蒙, keimō) zu fördern und westliche Ethik und Elemente der westlichen Zivilisation in Japan einzuführen. Sie spielte eine bedeutende Rolle bei der Einführung und Verbreitung westlicher Ideen in der Meiji-Zeit, sowohl durch öffentliche Vorlesungen als auch durch die von ihr herausgegebene Zeitschrift Meiroku Zasshi („Journal des Jahres Meiji 6“). 
Mori war während seines Aufenthaltes von 1871 bis 1873 als Japans erster Botschafter in den Vereinigten Staaten beeindruckt von den Aktivitäten der amerikanischen Bildungsgesellschaften und beeinflusst von Horace Manns Ansichten von „universeller Erziehung“. Er brachte Nishimura Shigeki und acht weitere Personen als Gründungsmitglieder zusammen.

## Mitglieder
Gründungsmitglieder waren:
- Mori Arinori
- Nishimura Shigeki
- Fukuzawa Yukichi
- Katō Hiroyuki
- Mitsukuri Rinshō
- Mitsukuri Shūhei
- Nakamura Masanao
- Nishi Amane
- Tsuda Mamichi
- Sugi Kōji

später wuchs die Gesellschaft bis auf 31 Mitglieder an, zu ihnen gehörten:
- Sakatani Shiroshi
- Kanda Takahira
- Maejima Hisoka
- Nagayo Sensai
- Tanaka Fujimaro
- Tsuda Sen
- Ōtsuki Fumihiko
- William Elliot Griffis

Ihr Mitgliederkreis umfasste also einige der führenden japanischen Erzieher, Beamten und Philosophen des 19. Jahrhunderts, die einen sehr unterschiedlichen Hintergrund hatten. Die meisten hatten sowohl den Konfuzianismus als auch die westliche Philosophie studiert und längere Zeit im Ausland verbracht. 
Die konfuzianistische Fraktion sah die Basis für die Stärke und den Wohlstand der westlichen Nationen in moralischer Stärke und drängte, dass Japan dem gleichen Weg folgen solle. 
Die eher der westlichen Philosophie nahestehende Fraktion betonte, dass die Ursache der Logik und rationell organisierten und geführten Organisationen und Institutionen zuzuschreiben sei. 
Die Pragmatiker hielten dagegen, dass Japan seine eigenen Stärken habe, die mit den westlichen Werten und dem westlichen Regierungssystem vereint werden müssten.
Obwohl sich Mitglieder der Meirokusha bis etwa 1900 trafen, ging ihr Einfluss stark zurück, nachdem man sich 1875 gezwungen sah, wegen einer Verschärfung der Pressegesetzgebung das Erscheinen ihrer Zeitschrift einzustellen.

## Weiterführende Literatur
- Ivan Parker Hall: Mori Arinori. Massachusetts, Harvard University Press 1973, ISBN 0-674-58730-8
- S. Noma (Hrsg.): Meirokusha. In: Japan. An Illustrated Encyclopedia. Kodansha, 1993. ISBN 4-06-205938-X, S. 953.
- Tozawa Yukio: Meirokusha no Hitobito. Tsukiji Shokan 1991, ISBN 4-8067-5690-3 (Japanese)
- William R. Braisted, Adachi Yasushi, Kikuchi Yuji: Meiroku Zasshi: Journal of the Japanese Enlightenment Pacific Affairs, Jg. 50, Nr. 3 (Herbst, 1977), S. 525–528